# The Cure for Insomnia
The Cure for Insomnia (Botemedlet mot sömnlöshet) är enligt Guinness rekordbok officiellt världens längsta film, regisserad av John Henry Timmis IV. Filmen är 87 timmar lång (5 220 minuter) och saknar egentlig handling. Filmen är uppbyggd kring författaren L. D. Groban som läser sin längsta dikt "The Cure of Insomnia" som är på 4 080 sidor blandat med till exempel hårdrock och pornografiska klipp.
Filmens egentliga syfte är att vara så tråkig att man skall somna, därför råder det också tvekan huruvida den skall få delta i tävlingen om längsta film. Vad man vet har filmen endast spelats i sin helhet en gång, detta vid The School of the Art Institute i Chicago, Illinois från 31 januari till 3 februari 1987.